# Dokkhøgda
Dokkhøgda är en bergstopp i Antarktis. Den ligger i Östantarktis. Norge gör anspråk på området. Toppen på Dokkhøgda är 1 216 meter över havet, eller 35 meter över den omgivande terrängen. Bredden vid basen är 1,2 km.
Terrängen runt Dokkhøgda är lite kuperad. Trakten är obefolkad. Det finns inga samhällen i närheten. 